# فرودگاه ملی ال تاجین
فرودگاه ملی ال تاجین (به انگلیسی: El Tajín National Airport) یک فرودگاه همگانی مسافربری با کد یاتا PAZ است که یک باند فرود آسفالت دارد و طول باند آن ۱۸۰۰ متر است. این فرودگاه در کشور مکزیک قرار دارد و در ارتفاع ۱۵۱ متری از سطح دریا واقع شده است.

## شرکت‌های هواپیمایی و مقصدهای پروازی
| شرکت‌های هواپیمایی | مقصدهای پروازی |
| ----------------- | -------------- |
| Aeromar           | مکزیکو سیتی    |